# Foa
Foa es un género de peces de la familia Apogonidae, del orden Perciformes. Este género marino fue descrito por primera vez en 1905 por D. S. Jordan y Evermann.

## Especies
Especies reconocidas del género:
- Foa brachygramma (O. P. Jenkins, 1903)
- Foa fo D. S. Jordan & Seale, 1905
- Foa hyalina (H. M. Smith & Radcliffe, 1912)[2]
- Foa leisi T. H. Fraser & J. E. Randall, 2011 [3]
- Foa longimana M. C. W. Weber, 1909 [2]
- Foa madagascariensis Petit, 1931
- Foa nivosa T. H. Fraser & J. E. Randall, 2011 [3]
- Foa yamba T. H. Fraser, 2014[2]